# En melodi om våren (film, 1943)
En melodi om våren är en svensk komedifilm från 1943 i regi av Weyler Hildebrand. I huvudrollerna ses Lilian Ellis och Håkan Westergren.

## Om filmen
Filmen premiärvisades den 31 juli 1943 i Stockholm på biograferna Alcazar vid Sankt Eriksgatan och Astoria vid Nybrogatan. Den spelades in vid Sandrewateljéerna på Gärdet med exteriörer från Stockholm av Göran Strindberg. För filmens koreografi svarade Sven Aage Larsen. Två dagar före premiären klipptes filmen ner och bland annat två sångnummer med Lilian Ellis togs bort. 
En melodi om våren har visats som matiné ett flertal gånger i SVT, första gången våren 1999.
Filmtiteln En melodi om våren användes 1933 av John Lindlöf, men den filmen har ett helt annat innehåll.

## Rollista i urval
- Lilian Ellis – Nina Brandt, sångerska
- Håkan Westergren – Sten Hedberg, legationssekreterare
- Signe Wirff – fru Hedberg, Stens mor
- Gösta Cederlund – godsägare Valdemar "Valle" Hedberg, Stens morbror
- Carl-Gunnar Wingård – generalkonsul Gyllenmark
- Torsten Hillberg – legationsrådet Leopold Dickman
- Maj-Britt Rönningberg – Marie-Louise Dickman, isprinsessa, Dickmans dotter
- Ragnar Falck – John Pettersson, pianist
- Eric Gustafsson – Rungheim, restaurangchef på Embassy
- Kaj Hjelm – Nisse
- Åke Engfeldt –  god vän till Sten
- Claes Thelander –  god vän till Sten
- Egon Larsson – Marie-Louises tränare
- Saga Sjöberg – Gunvor, gitarrist i Thore Ehrlings orkester
- Elly Christiansson – Lisa, musiker i Thore Ehrlings orkester

## Musik i filmen
- Det är inget snack om de, kompositör Sten Axelson, text Sven "Esse" Björkman, sång Lilian Ellis
- Blommande kärlek, kompositör Sten Axelson, text Karl-Ewert, sång Lilian Ellis
- När en jägare går sig att jaga, kompositör Jules Sylvain, text Sven "Esse" Björkman, sång Carl Winther, Folke Rydberg och Ivar Hallbäck som dubbar Carl-Gunnar Wingård,
- Skridskogalopp, kompositör Georg Enders och Eskil Eckert-Lundin, instrumental.
- En enda liten gest, kompositör Jules Sylvain, text Karl-Ewert, sång och dans Lilian Ellis
- Funny Face, kompositör Sam Samson, Jack Geddes och Charles Redland
- Boogie Woogie Blues, kompositör Sam Samson, text Sam Samson, Jack Geddes och Charles Redland, sång Lilian Ellis
- Ja, må han leva!, sång Eric Gustafsson, Kaj Hjelm, Saga Sjöberg och Elly Christiansson
- Bland vallmo och blåklint, kompositör Jules Sylvain, text Karl-Ewert, sång Lilian Ellis
- På Plaza, kompositör Georg Enders och Eskil Eckert-Lundin, instrumental.
- En kyss eller två, kompositör Sten Axelson, text Karl-Ewert, sång Lilian Ellis, sången klipptes bort i den kortade versionen av filmen.
- Två hjärtan som mötas, kompositör Jules Sylvain, text Karl-Ewertt, sång Lilian Ellis, sången klipptes bort i den kortade versionen av filmen.